# Vriesea correia-arauji
Vriesea correia-arauji là một loài thực vật có hoa trong họ Bromeliaceae. Loài này được E.Pereira & Penna miêu tả khoa học đầu tiên năm 1980.